# Intercanvi colombí

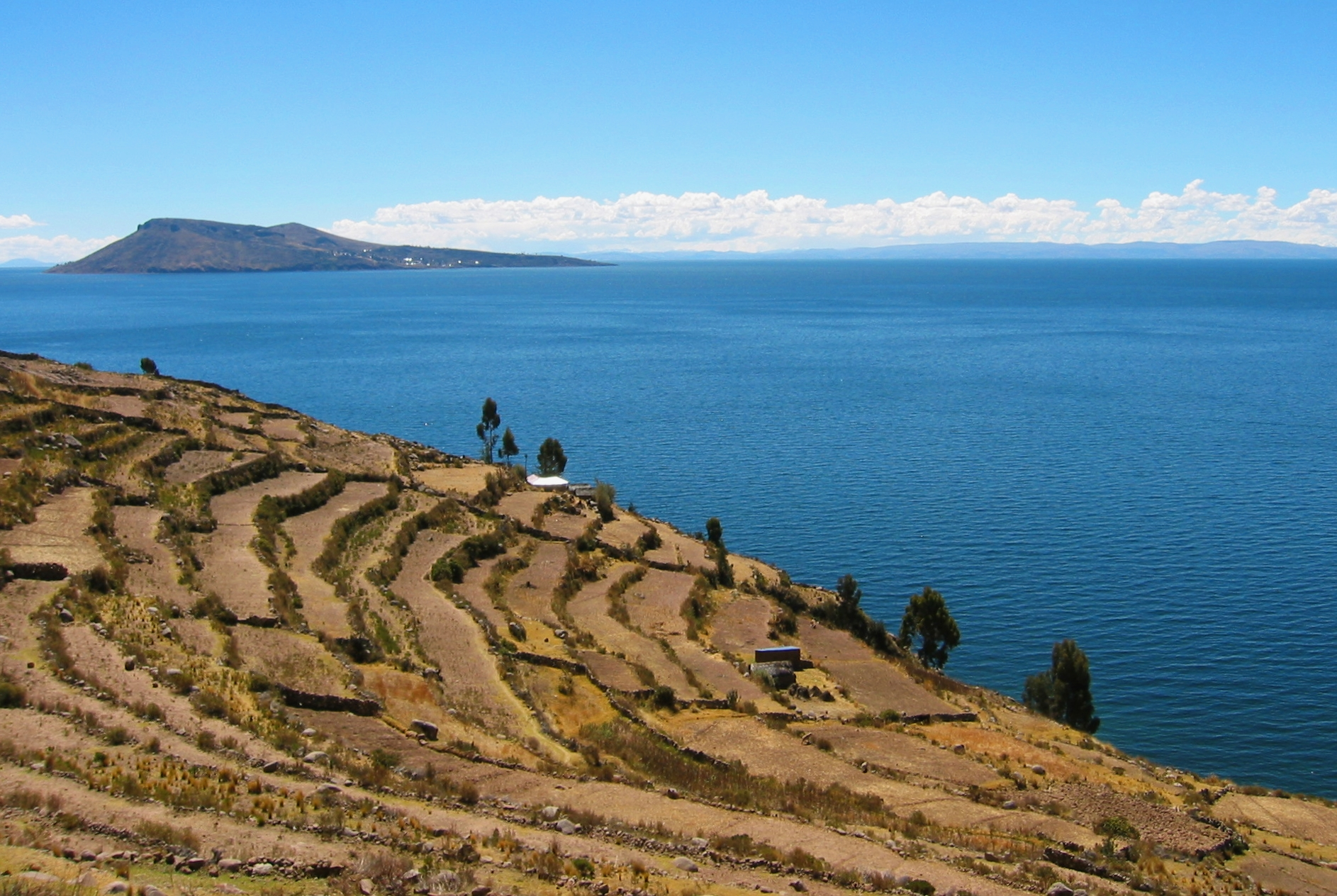
Conreu en feixes a l'illa de Taquile, on s'hi conrea quinoa, patata i blat.

L'intercanvi colombí és un intercanvi biològic intercontinental ocorregut durant el període històric del descobriment europeu d'Amèrica per part de Cristòfor Colom. Es tracta d’un dels esdeveniments més importants en la història de l'ecologia, de l'agricultura i de la cultura.
Aquest terme va ser encunyat per Alfred W. Crosby el 1972, designa els nombrosos bescanvis en béns agrícoles i ramaders, en les poblacions humanes i en microorganismes (en particular en els microbis responsables de malalties infeccioses), a partir de l’any 1492, entre el Vell Món i el Nou Món com també entre els hemisferis est i oest de la Terra.
Des d’un punt de vista estríctament biològic, l’intercanvi colombí va posar en contacte línies evolutives separades després del fraccionament Gondwana fa milions d’anys 
L'intercanvi colombí segons Lewis et Maslin, 2015, significa l’inici d’una nova època geològica anomenada « Antropocè », on predominen les activitats humanes sobre les forces geològiques terrestres.
Abans de l’intercanvi colombí no hi havia cavalls a Amèrica, taronges a Florida ni a Califòrnia. Tampoc es conreaven bananes a l’Equador ni la paprika a Hongria, o carbassons a Itàlia, ananàs a Hawaii, ni mandioca o moniatos a Àfrica

## Taula de comparació
| Tipus d'organisme     | Llista del Vell Món | Llista del Nou Món |
| --------------------- | --- | --- |
| Animals domèstics     | - camell - dromedari - elefant - iac - vaca - gos - gat - ase - gallina - pavo - tòrtora - colom - pintada - cigne - oca - ànec xerraire - cabra - cavall - ratolí - porc - conill - rata - moltó | - alpaca - gos - ànec de Berberia - conillet d’índies - llama |
| Plantes útils         | - pebre negre - banana - ordi - col - cafè - cotó (varietat curta dita d "Egipte”) - cítrics - all - enciam - civada - ceba - préssec - pera - arròs - sègol - canya de sucre - nap - blat        | - amaranthus - alvocat - fesols - anacard - sàlvia - xiclet (la base del “chewing gum”) - pebrot - cacau / xocolata - cotó (varietat llarga 90 % dels cultivars moderns) - moresc - mandioca - papaia - cacauet - pacaner - ananàs - patata - quinoa - hevea (cautxú) - carbassa - gira-sol - maduixot (espècies americanes usades en els híbrids moderns) - moniato - tabac - tomàquet - vainilla |
| Malalties infeccioses | - còlera - grip - paludisme - rubèola - pesta - escarlatina - malaltia de la son - verola - tuberculosi - febre tifoidea - febre groga (soca europea)                                             | - chagas - sífilis (cas incert) - pian - febre groga (soques americanes) |